# Parlamentsvalget i Nordcypern 2009
Parlamentsvalget i Nordcypern 2009 blev afholdt 19. april, et år tidligere end nødvendigt.. Det tidlige valg blev udskrevet af det regerende parti Cumhuriyetçi Türk Partisi.Det konservative parti, Ulusal Birlik Partisi, vandt flest stemmer, og partiets formand, Derviş Eroğlu blev statsminister..

## Resultater
| Parlamentsvalget i Nordcypern 2009                                                                   | Parlamentsvalget i Nordcypern 2009 | Parlamentsvalget i Nordcypern 2009 | Parlamentsvalget i Nordcypern 2009 |     |
| Parti                                                                                                |                                    | %                                  | Mandater                           | +/- |
| --- | ---------------------------------- | ---------------------------------- | ---------------------------------- | --- |
| Ulusal Birlik Partisi (National Enhedsparti)                                                         |                                    | 44,05                              | 26                                 | +7  |
| Cumhuriyetçi Türk Partisi (Republikansk tyrkisk parti)                                               |                                    | 29,23                              | 15                                 | -9  |
| Demokrat Parti (Demokratisk Parti)                                                                   |                                    | 10,66                              | 5                                  | -1  |
| Toplumcu Demokrasi Partisi (Partiet for fælles demokrati)                                            |                                    | 6,87                               | 2                                  | +1  |
| Özgürlük ve Reform Partisi (Frihed og Reform partiet)                                                |                                    | 6,23                               | 2                                  | +2  |
| Birleşik Kıbrıs Partisi (Partiet Forenet Cypern)                                                     |                                    | 2,42                               | -                                  | -   |
| Halk İçin Siyaset (Politik for folket)                                                               |                                    | 0,50                               | -                                  | -   |
| I alt (Deltagelse 81,42 %)                                                                           | 161.373                            | 100                                | 50                                 |     |
| Kilder: Volkan Gazetesi Arkiveret 5. januar 2020 hos Wayback Machine, Star Kıbrıs og Kıbrıs Postası. |                                    |                                    |                                    |     |